# Elodes trilineata
Elodes trilineata là một loài bọ cánh cứng trong họ Scirtidae. Loài này được Chevrolat miêu tả khoa học năm 1865.